# Гарморан

Примерные границы исторической области Гарморан

Гарморан (гэльск. Garmoran; англ. Garmoran) — историческое собирательное название для прибрежных гористых территорий на северо-западе Шотландии к северу от Арднамурхана (Нойдарт, Морар, Арисайг и Мойдарт) и близлежащих Малых Гебридских островов (Эгг, Рам, Мак и др.). В настоящее время эта территория входит в состав области Хайленд. 
Гарморан очень слабо заселен: например, на острове Рам живёт не более 30 чел, на Эгге — около 90. Крупнейший город — Маллейг, рыболовецкий порт на побережье Морара. Население продолжает использовать гэльский язык. Основная территория Гарморана представляет собой западные отроги Шотландского нагорья, обрывающиеся к сильно-изрезанному фьордами побережью. Здесь множество озёр горного типа, вытянутых с запада на восток. Озеро Лох-Морар считается самым глубоким в Великобритании. Высоты достигают 1000—1500 м. над уровнем моря. Малые Гебридские острова, лежащие к югу от Ская и северу от Арднамурхана, — это группа небольших (до 100 кв. км.) гористых островов вулканического типа. В настоящее время большая часть островов охраняется как национальных парк.
Территория Гарморана первоначально была заселена древне-ирландскими племенами. В конце VI века сюда переселяются скотты из Ирландии, которые включили эти области в состав своего королевства Дал Риада. Позднее регион сильно пострадал от набегов норвежских викингов и был присоединен к королевству Норвегия. В середине XII века все западное побережье Шотландии и Гебридские острова были объединены Сомерледом в Королевство Островов. Однако после смерти Сомерледа это государство было разделено его наследниками. Гарморан стал полунезависимым владением Руаири, внука Сомерледа. Его потомки правили Гармораном на протяжении нескольких веков, номинально признавая сюзеренитет Норвегии, а после 1266 г. Шотландии. 

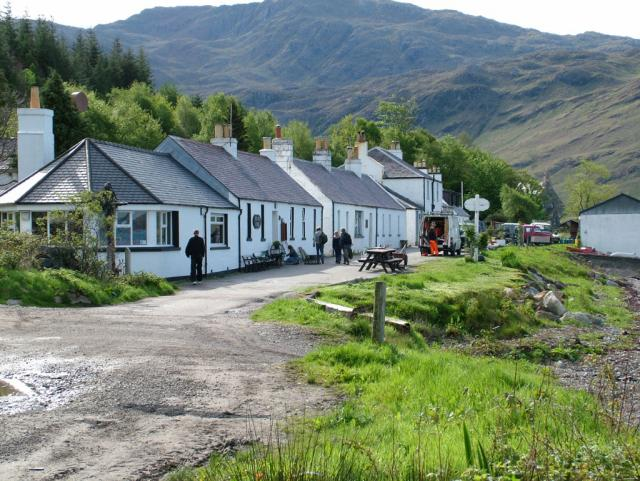
Деревня в Гарморане

В период войн за независимость Шотландии Макруаириды активно поддерживали короля Роберта Брюса, что позволило им значительно увеличить свои владения. После смерти последней правительницы Гарморана в 1346 г. эта территория вошла в состав владений Макдональдов, лордов Островов. Начиная с конца XV века в регион начинает проникать центральная власть. Однако практическая недоступность Гарморана ещё долго служила гарантией сохранения собственных традиций и автономии. В 1745 на побережье Гарморана высадился Карл Эдуард Стюарт, один из лидеров якобитов, для начала своего неудачного вторжения в Шотландию с целью возвращения престола.